# Dosmerhat
En dosmerhat er en spids hovedbeklædning, en papirshat, der tidligere blev benyttet som straffemiddel for skamstraf i de mindre skoleklasser. De elever, som havde gjort noget forkert, fik af læreren besked på at bære en dosmerhat og skamme sig over for deres klassekammerater. Dosmerhatten kombineredes ofte med, at den straffede skoleelev skulle tilbringe noget tid i skammekrogen med ryggen mod resten af klassen.
En lignende hovedbeklædning af papir kendt som æselører var symbol på "tåbelig" dumhed.